# Сардинская пищуха
Сарди́нская пищу́ха, или сардинийская пищуха (лат. Prolagus sardus) — вымерший вид зайцеобразных, обитавший исключительно на средиземноморских островах Сардиния и Корсика. Был описан как большой заяц без хвоста. На сардинских пищух с древности охотились местные жители, употреблявшие их мясо в пищу. В результате на рубеже 1200-х годов нашей эры (по радиоуглеродным датировкам), вид был полностью истреблён, его кости находят при археологических раскопках в кухонных остатках поселений античности на Сардинии. По некоторым историческим свидетельствам, вид мог просуществовать до 1700-х годов. Средний вес взрослой особи учёные оценивают в 500 граммов.

## Классификация
Сардинская пищуха считается единственным видом рода Prolagus из семейства Prolagidae, дожившим до исторического времени. Корсиканская пищуха (прежде Prolagus corsicanus) считалась ранее вторым видом этого рода, является, как теперь полагают, подвидом сардинской пищухи.

## Упоминания
Древнегреческий историк Полибий в своей «Всеобщей истории» упоминает животное, похожее описанием на сардинскую пищуху. По его сведениям, на острове проживал зверь, называемый местными жителями «киниклосом» — «при взгляде издалека похож на зайца, но при поимке сильно отличается от него по внешнему виду и вкусу и живёт по большей части под землей».